# Ada Zayas-Bazán
María Zayas-Bazán Hernández (Florida, Camagüey, Cuba, 14 de octubre de 1958) es una escritora de literatura infantil, poeta y docente cubana.
Estudió en la Escuela Nacional de Instructores de Arte en La Habana. También se graduó en Bibliotecología y Técnicas documentarias en el Centro de Superación para el Arte y la Cultura de Camagüey.
Desde 1988 se desempeña como especialista literaria en el Palacio Provincial de Pioneros “Camilo Cienfuegos” en su ciudad natal, primeramente en la Casa de Cultura “Ignacio Agramonte” y más tarde en Casa de Cultura “Joaquín de Agüero", donde realiza labores docentes como asesora literaria, Instructora de Arte y Literatura. 
Ha participado como ponente en diversos eventos de literatura para niños, donde ha obtenido premios. Dirige el Proyecto literario y editorial “Caracol" de literatura infantil y juvenil que ha merecido premios provinciales y nacionales. Su labor ha sido reconocida en las revistas cubanas “Bohemia”, “Educación” y en el periódico “Adelante”.
Además de escribir poemas y cuentos infantiles, ha incursionado también en el teatro. Su obra “Pupa” fue llevada a escena por la Compañía teatral infantil de Camagüey “La Andariega”, presentándose más tarde en el I Festival de Teatro Latinoamericano de La Habana en agosto de 2006.
Sus poemas y obras de teatro para niños han aparecido en varias antologías nacionales y en la revista en línea Puntocero magazine (Alemania). 

## Premios
- Premio Luis Suardíaz otorgado por la UNEAC de Camagüey al mejor libro publicado de literatura para niños en narrativa del año 2009, a “Mi mundo es mío”.

- Mención en el Concurso de literatura infantil y juvenil La Edad de Oro 2007 con la obra "Mi mundo es mío".

- Premio Nacional de Dramaturgia “Alfonso Silvestre” con la obra "Pupa"(2006), Las Tunas.

- Premio “La Guarandinga de Arroyo Blanco” en Teatro para niños y adolescentes en el concurso literario “Escardó In Memoriam” auspiciado por la UNEAC de Camagüey (2005)con la obra "Pupa".

- Premio provincial “Teatritos” por la Compañía de Teatro “La Andariega” Obra "Pupa".

- Premio Especial en el concurso “Encuentro y Simposio sobre la Vida y obra de Alejo Carpentier, en la categoría de Investigación de Asesores Literarios, que auspició la UNEAC, la Asociación Hermanos Saíz, el CPCC, las revistas Antenas y Resonancias y la filial de la Fundación Nicolás Guillén en la provincia de Camagüey, con el artículo “Onelio Jorge Cardoso y su Cuentística para niños” (2004).

- Premio en poesía en el evento “Entre balcones y adoquines” con su poema "El otro" (2004).

- Premio al Proyecto Literario y Editorial Caracol en el I Taller Provincial de Trabajo Comunitario (1995)

- Premio en el Coloquio Provincial de Literatura para Niños en el centenario de La Edad de Oro a la ponencia “La enseñanza dirigida de la literatura para niños en los Palacios de Pioneros” (1989)

## Obra literaria para niños
- 2005: Cuaderno para el mago. Editorial Ácana, Camagüey. Colección Surtidor. ISBN 959-267-098-6

- 2007: Palabras mágicas. Editorial Books on Demand (Alemania). ISBN 978-3-8370-0109-9

- 2005: Dulce Hogar. Editorial Ácana, Camagüey. ISBN 978-959-267-166-9

- 2009: Mi mundo es mio. Editorial Ácana, Camagüey. ISBN 978-959-267-244- 4

- 2011: Pupa (teatro). Editorial Ácana, Camagüey. ISBN 978-959-267-284-0